# غرفة العين الأمامية
غرفة العين الأمامية (بالإنجليزية: Anterior chamber of eyeball)‏ هي الجزاء الداخلي من العين بين القزحية والقرنية والمملوء بسائل يسمى بالخلط المائي.

## الأمراض
التحدمية والزرق هي أبرز الأمراض المتعلقة بغرفة العين الأمامية. من الحالات المرضية الأخرى:
- الغمير القيحي
- ضغط داخل المقلة أو ضغط باطن العين
- فرط ضغط العين

## معرض صور

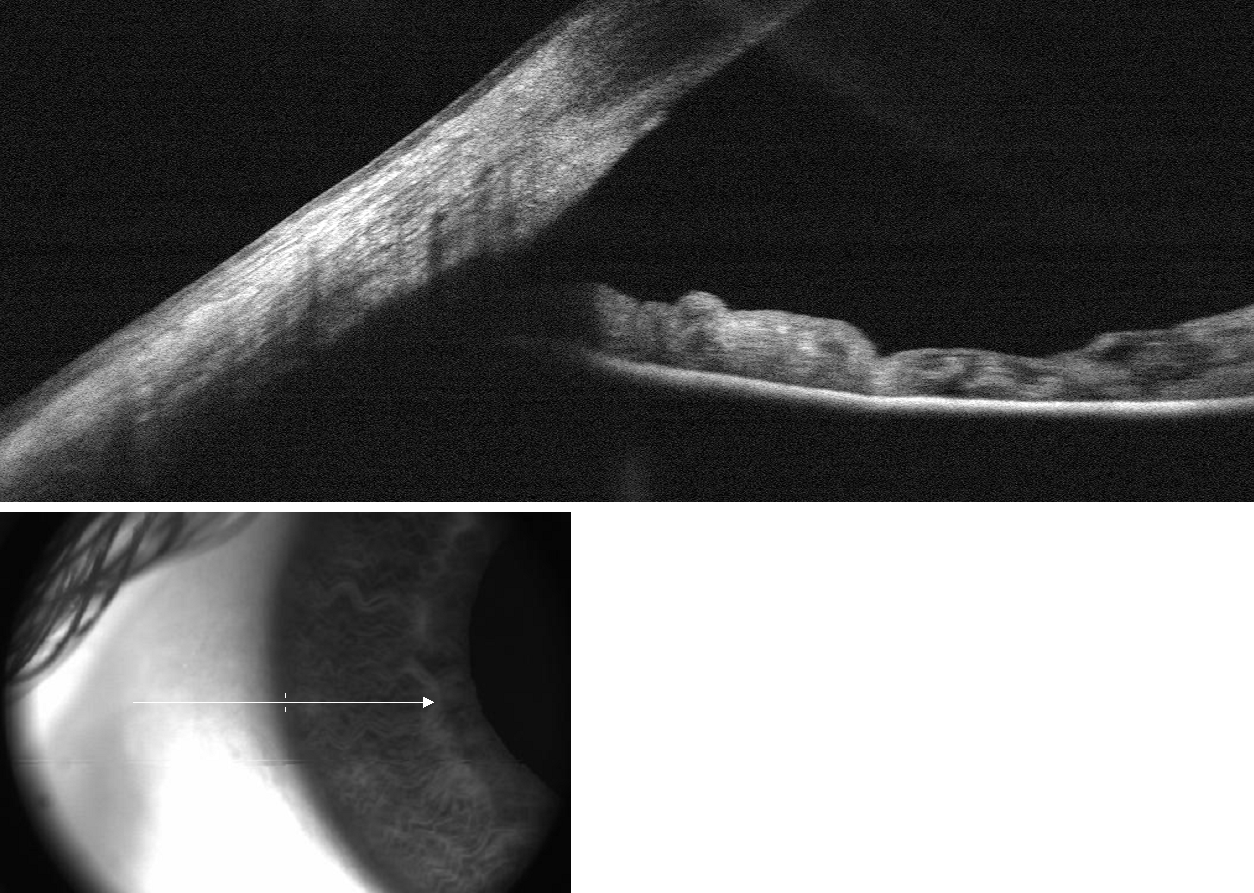
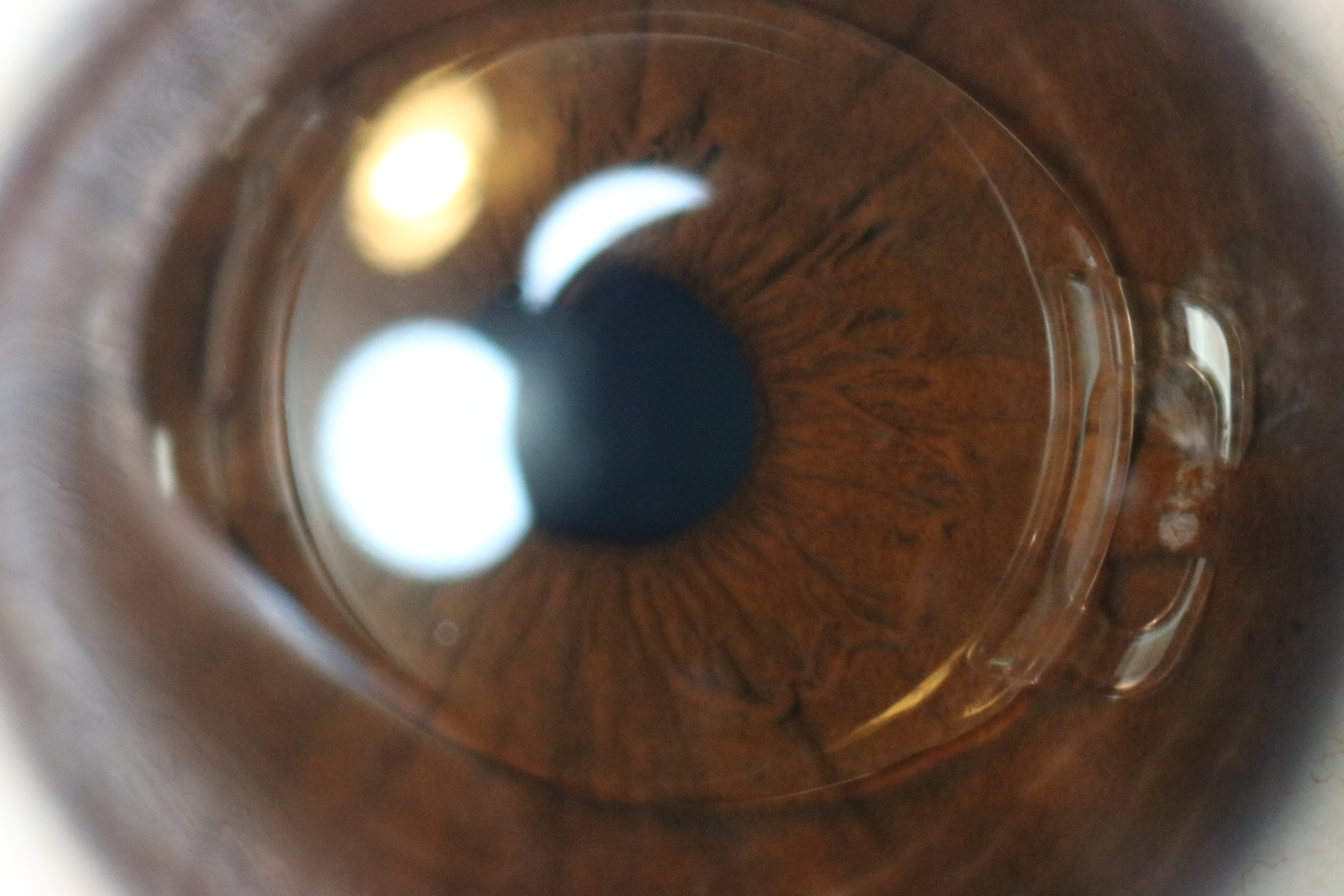
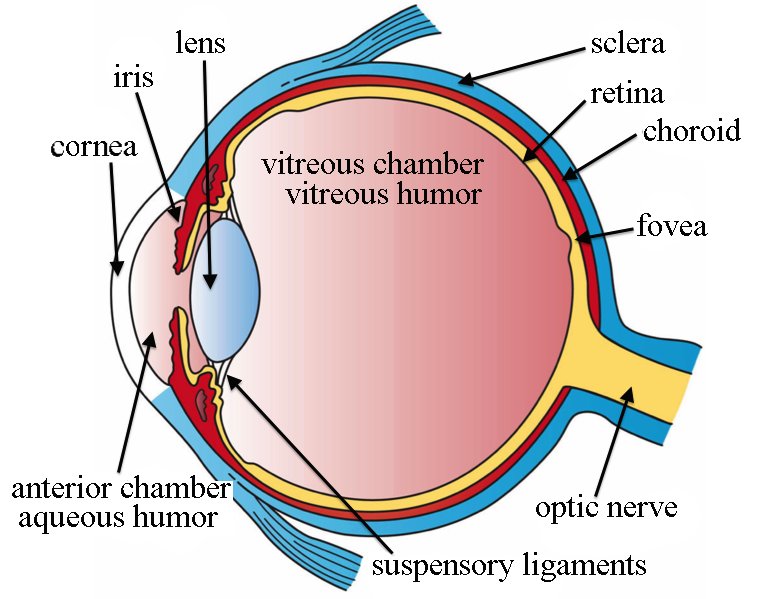
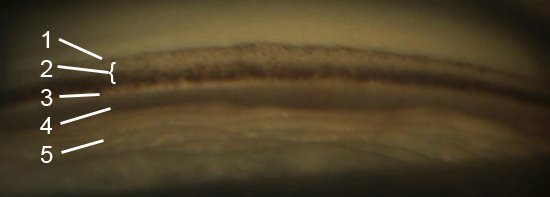